# Jacqueline (chanteuse)
Pour les articles homonymes, voir Jacqueline.
Jacqueline Schmitka (née le 13 novembre 1971 à Berlin) est une chanteuse allemande.

## Biographie
Jacqueline publie son premier single, Auf der Erde, en 1991, produit par G. G. Anderson et Engelbert Simons et publié par Hansa Records. En 1992, elle sort le single Drei Worte für Sarah, écrit par Martin Tychsen, chanteur du groupe Silent Circle, et Ingo Hennemann, chez Electrola. Elle sort ensuite deux autres singles écrits par Martin Tychsen qui n'ont pas le même succès. En 1998, elle publie dans un duo Mona & Lisa une reprise de Yes Sir, I Can Boogie.
En 2008, elle fait un retour avec deux albums et des singles publiés par Happy Vibes Records. Aucun n'atteint les meilleures ventes.

## Discographie
Albums
- 2008 : Auf der Erde (Happy Vibes Records)
- 2010 : Sonne, Mond und Sterne (Happy Vibes Records)

Singles
- 1991 : Auf der Erde (Hansa Records)
- 1992 : Drei Worte für Sarah (Electrola)
- 1993 : Wenn Du Sagst: "Ich Dich Auch." (Electrola)
- 1994 : Nimm Mich Heute Nacht (Mit In Deine Träume) (Ariola, Hansa Records)
- 2008 : Japanese Boy (Happy Vibes Records)
- 2009 : Joghurt vor der Tür (Happy Vibes Records)
- 2009 : Liebeszauber (Happy Vibes Records)
- 2010 : Sonne, Mond und Sterne (Happy Vibes Records)
- 2011 : Sascha (Happy Vibes Records)

## Source de la traduction
- (de) Cet article est partiellement ou en totalité issu de l’article de Wikipédia en allemand intitulé « Jacqueline (Sängerin) » (voir la liste des auteurs).